# Batu Horpak
Batu Horpak is een bestuurslaag in het regentschap Tapanuli Selatan van de provincie Noord-Sumatra, Indonesië. Batu Horpak telt 545 inwoners (volkstelling 2010).